# Živalstvo in rastlinstvo Šrilanke
Živalstvo in rastlinstvo Šrilanke je divji svet, ki vključuje floro in favno ter njihove naravne habitate. Šrilanka ima eno najvišjih stopenj biološkega endemizma (16% favne in 23% cvetočih rastlin je endemično ) in the world.) na svetu.

## Eko cone
Gore in jugozahodni del države, znan kot "mokra cona", dobivata veliko padavin (letno povprečje 2500 milimetrov). Večina jugovzhoda, vzhoda in severnih delov države obsega "suho območje", ki vsako leto prejme med 1200 in 1900 mm dežja.

## Raznolikost živalstva

### Število opisanih živalstkih vrst
| Skupina       | Razred           | Št. primerov | Endemični primeri | Endemiti |
| ------------- | ---------------- | ------------ | ----------------- | -------- |
| Vretenčarji   | Sesalci          | 125          | 21                | 16,8%    |
|               | Ptiči            | 227          | 26                | 11,89%   |
|               | Plazilci         | 178          | 108               | 60,13%   |
|               | Dvoživke         | 120          | 110               | 91,66%   |
|               | Žarkoplavutarice | 93           | 50                | 53,76%   |
| Nevretenčarji | Polži            | 5246         |                   |          |
| Nevretenčarji | Žuželke          | 11.144       |                   |          |
| Nevretenčarji | Pajki            | 383          | 271               | 70,75%   |
| Nevretenčarji | Ščipalci         | 18           | 7                 | 38.88%   |
| Nevretenčarji | Raki             | 51           | 51                | 100%     |

## Vretenčarji

### Sesalci
Na Šrilanki živi približno 123 vrst sesalcev, od katerih je 41 ogroženih (9 kritično). 16 vrst je endemičnih, od katerih je 14 ogroženih, vključno s termitskim medvedom (Melursus ursinus). Red sesalcev ima 30 različnih vrst. V okoliških vodah na Šrilanki živi 28 vrst kitov.

### Plazilci
177 vrst plazilcev živi na otoku, od katerih je 60 ogroženih, 107 pa endemičnih. Večina plazilcev so kače, največji pa so krokodili in to močvirski krokodil (Crocodylus palustris) in morski krokodil (Crocodylus porosus) in krokodila morskih psov

### Dvoživke
Šrilanka ima eno najbogatejših raznolikosti dvoživk na svetu, ki vsebuje preko 140 vrst dvoživk (stanje leta 2015) s 109 endemičnimi vrstami in trdijo, da ima največjo gostoto vrst na svetu, čeprav je bilo to izpodbijano. 52 vrst dvoživk na Šrilanki je ogroženo, vse razen ene so endemične.

### Ptice
Na Šrilanki je 227 vrst ptic (v preteklosti je bila ocena 486), od katerih je 46 ogroženih (10 kritično).

### Ribe
Šrilanka ima 93 vrst sladkovodnih rib, od katerih jih je 50 endemičnih. 28 vrst je kategorizirano kot ogroženo od IUCN. Obstaja 8 vrst rib brakičnih vod in 24 uvedenih eksotičnih ribjih vrst.

## Žuželke
Žuželke pripadajo vseh 32 redovom, razen Grylloblattodea iz družine ekstremofilnih  in brezrokrilnih žuželk, ki živijo v mrazu na vrhu gora.

### Večje žuželke
Hrošči (Coleoptera), ki so največja vrsta v celotnem svetu žuželk, so tudi največji na Šrilanki in prispevajo k 3.033 dokumentiranim vrstam. Lepidopterani (metulji) - nočni metulji in dnevni metulji - imajo drugo največje število vrst z 245 vrstami, od katerih je 24 endemičnih na otoku. Ugotovljeno je bilo tudi 1695 vrst nočnih metuljev, vendar endemizem ni znan.
Hymenopterani (kožekrilci), ki vključujejo mravlje, čebele in ose, prispevajo k tretji največji vrsti žuželk na Šrilanki. Tu živi 181 vrst mravelj, ki so vključene v 61 rodov in 10 poddružin. Na seznamu je tudi en endemični rod Aneuretus. Na svetu obstaja približno 70.000 čebel rodu Hymenoptera, opisanih s skoraj 450 rodovi in 7 družinami. Od njih ima Šrilanka 148 vrst, vključenih v 38 rodov in 4 družine.
Prave muhe in komarji pripadajo redu Diptera (dvokrilci), ki je močno prisoten. Na otoku jih najdemo več kot 1.331 vrst, kar je četrti največji rod žuželk. Približno 131 vrst komarjev, ki so vključeni v 16 rodov, je opisanih in dokumentiranih. Čeprav so predvsem prenašalci številnih bolezni človeka, večina komarjev na Šrilanki ni škodljiva za ljudi in živino.

### Male žuželke
Natančne vrste za druga rede še vedno niso razvrščene in dokumentirane. Walker iz leta 1861 je navedel 2 007 vrst, 9 vrst žuželk, Haly je leta 1890 identificiral 1510 vrst hroščev. Vendar pa sta, po seriji številnih publikacij številnih tujih entomologov, dva šrilanška entomologa Anura Wijesekara in D. P. Wijesinghe leta 2003 natančno dokumentirala 11.144 vrst žuželk, ki pripadajo 30 redom.
Damselflies (Kačji pastirji) so kategorizirani v podred Zygoptera (Enakokrili kačji pastirji) in Anisoptera (Raznokrili kačji pastirji). Na Šrilanki lahko najdemo 121 opisanih vrst v 13 družinah. 59 vrst od njih je endemičnih. Hubbard in sodelavci so dokumentirali 46 vrst v 8 družinah reda Ephemeroptera (Enodnevnice). Henneman je leta 2002 zabeležil 69 vrst Orthoptera (Kobilice). Prav tako je zbral nekaj vzorcev reda Phasmatodea (Posnemalci) okoli osrednjih hribov. Najdemo 66 vrst reda Blattodea (Ščurki), vendar ne taksonomskih dokazov. Manj vrst reda Mantodea (Bogomolke) je študiral Henry leta 1931. Lahko najdemo jasno dokumentacijo vrste znotraj Dermaptera (Strigalice), ki sta jih našla Burr (1901) in Brindle (1972). Znotraj termitov reda Isoptera je bilo zabeleženih 56 vrst. Leta 1913 je Green sestavil kratek katalog za isoptere na Šrilanki.
Samo 4 vrste reda Embioptera (Nogoprelci) so zabeleženi v redu Psocoptera (Prašne uši), raziskani sta dve poddružini, to sta Epipsocidae in Pseudocaeciliidae. Informacij o vrstah reda Thysanoptera (Resarji), Neuroptera (Pravi mrežekrilci), Mecoptera (Kljunavci) in Siphonaptera (Bolhe) je zelo malo in so potrebne dodatne študije. Leta 1982 so proučevali le družino Coniopterygidae reda Neuroptera.
Na Šrilanki živi 794 vrst Hemipteranov (Polkrilci). Podrobnejše delo o šrilanških hemipteranih je zabeleženo v knjigi Catalog Hemiptera of Sri Lanka. Seznama redov Trichoptera (Mladoletnice) in Strepsiptera (Pahljačekrilci) sta dobro dokumentirana, vendar so potrebne nadaljnje raziskave.

## Raki

### Sladkovodni raki
Vseh zabeleženih je 51 vrst v 5 redovih v družini Gecarcinucidae (Deseteronožci) so popolnoma endemični za Šrilanko. 98% teh rakov je na IUCN kategoriziranih kot ogrožene ali kritično ogrožene živali.

### Enakonožci
Isopodi (Enakonožci) se pojavljajo v morju, sladki vodi in na kopnem. So hrbtno-trebušno (dorzoventralno) sploščene živali in večinoma čistilci. Tu živi 92 vrst isopodov iz 53 rodov vključenih v 23 družin.

### Mangrovski raki
Natančno število vrst okoli mangrov in rečnih ustij v obalnih morskih regijah ni jasno, vendar je med raziskavo o raznolikosti mangrovskih rakov v Kadolkeleju v Negombo odkritih pet vrst, pri čemer dve novi vrsti prej nista bili dokumentirani na Šrilanki. Večina morskih rakov je veliko večja in pogosto ulovljena v ribiške mreže. So užitni z visoko vsebnostjo beljakovin. Nekateri morski užitni raki iz Šrilanke so:
- Charybdis natator
- Episesarma versicolor
- Metopograpsus messor
- Metopograpsus thukuhar
- Neosarmatium smithi
- Perisesarma guttatum
- Portunus pelagicus
- Portunus sanguinolentus
- Scylla serrata
- Thalamita crenata

## Mehkužci
Znanih je več kot 246 površinskih polžev s 83-odstotno endemičnostjo. Podrazred Pulmonata je sestavljen iz 159 vrst v 23 družinah in podrazredu Prosobranchia z 88 vrstami v štirih družinah. Na Šrilanki je endemično skupno pet rodov polžev in sicer: Ravana, Ratnadvipia, Acavus, Oligospira in Aulopoma s 14 vrstami. Trinajst rodov, kot so Ruthvenia, Thysanota, Cryptozona, Euplecta, Mariaella, Eurychlamys, Corilla, Beddomea, Trachia, Leptopomodes, Micraulax, Tortulosa in Nicida so omejene na zahodni Ghats v Indiji in Šrilanko. 18 vrst je zabeleženih kot eksotične vrste in so kmetijski škodljivci.
Favna Šrilanke vključuje tudi sladkovodne polže. Število morskih mehkužcev ni znano, med letom 2006 je bilo naštetih okoli 240 vrst.

## Stonoge
Raznolikost poddebla Myriapoda (Stonoge) v zadnjem času ni dobro raziskana. Preostala dejstva in kontrolni seznami teh bitij so iz leta 1845 v Newportu, kar je prva znana študija o strigah. Trenutno je znanih 104 vrste dvojnonog in 19 vrst strig.

## Pajkovci

### Pajki
Podrobno delo o pajkih na Šrilanki je bilo opravljeno s kontrolnim seznamom Manju Siliwala in Sanjayja Molurja pajkov leta 2006. Ta kontrolni seznam je zagotovil vse opisane vrste pajkov Južne Azije in dela jugovzhodne Azije.
V skladu s tem kontrolnim seznamom ima Šrilanka 501 vrsto pajkov iz 45 družin in 213 rodov. Od teh je 22 rodov endemičnih.

#### Mravlje oponašajoči pajki
Pajki v rodu Myrmarachne se običajno imenujejo mravljinčasti pajki. Zbrani so v družini Salticidae reda Araneae (pajki). Od opisanih 100 vrst je na Šrilanki najdenih 12 vrst. V letu 2015 so bile opisane tri vrste.

#### Tarantele
Zabeleženih je 8 vrst tarantel, vse so endemične..

### Ščipalci
Na Šri Lanki najdemo 18 vrst škorpijonov. Od teh 18 vrst je 7 vrst endemičnih. Poleg teh so tudi 4 podvrste od 9 ne endemičnih vrst so endemične za Šrilanko.
Po raziskavah leta 2014 je ugotovljenih 47 vrst psevdo škorpijonov. Od teh je 20 vrst endemičnih za Šrilanko.
Raznolikost manjših pajkovcev znotraj Šrilanke ni obsežna. Nekaj opazovanj o določenih vrstah so izvedli nekateri domači in tuji znanstveniki. Po njihovem mnenju na Šrilanki najdemo 3 vrste pajkov z bičem, 4 vrste škorpijonov z bičem in 21 vrst suhih južin.

### Klopi in pršice
Klopi spadajo v naddružino Ixodoidea(klopi) reda Parasitiformes. 27 vrst klopov, ki se običajno imenujejo trdi klopi, družine Ixodidae, pripadajo devetim rodovom, je bilo prijavljenih do danes na Šrilanki.

## Rastlinstvo
Raznolikost in endemizem rastlin na Šrilanki sta precej visoki. Obstaja 3210 cvetočih rastlin, ki pripadajo v 1052 rodov. 916 vrst in 18 rodov so endemične na otoku. Poleg tega so vse razen ene otoške je več kot 55 dipterocarpaceae omejeno na Šrilanko. Čeprav v zadnjem času ni bilo ocenjeno, so šrilanške praprotnice ocenjene na približno 350 vrst. Raznolikost, bogastvo in endemizem v vseh skupinah taksona so v mokri coni precej višji kot v suhi coni. Mokro območje, ki predstavlja le četrtino ozemlja Šrilanke, ima 88 odstotkov cvetočih rastlin in 95 odstotkov endemitov v državi. Naravni gozdovi Šrilanke so razvrščeni v osem tipov.
Šrilanški okoljevarstvenik dr. Gothami Weerakoon je odkril 51 novih vrst lišajev, endemičnih za Šrilanko, od teh jih je bilo 8 najdenih v pogorju Knuckles. Dr. Udeni Jayalal in drugi so leta 2012 odkrili 2 nova lišaja na planoti Horton, to sta Anzia mahaeliyensis in Anzia flavotenuis.
Nova vrsta Gesneriaceae vrste Henckelia wijesundarae, endemična v Hinidumi, Galle, je opisana in ponazorjena leta 2016 s strani Subhani Ranasingheja.